# Автодром имени Мигеля Абеда
Автодром имени Мигеля Абеда (исп. Autódromo Miguel E. Abed) — гоночная трасса, расположенная недалеко от города Амосок (штат Пуэбла), в 30 км от города Пуэблы, Мексика.

## История
Автодром был открыт в 2005 году. Представляет собой овал длиной 1,25 мили и несколько конфигураций дорожных трасс внутри овала. Трасса принимала мексиканский этап WTCC 4 раза — 2005, 2006, 2008, 2009 годах. В 2010 году этап был отменён из-за финансовых проблем региона. С 2006 года трасса регулярно принимает гонки NASCAR PEAK Mexico Series. В 2018 году были слухи, что трасса в будущем может принять этап IndyCar Series. В 2021 году было объявлено, что на трассе пройдёт этап Формулы-E, заменив Автодром имени братьев Родригес, так как из-за пандемии COVID-19 на территории Автодрома имени братьев Родригес был развёрнут временный госпиталь и поэтому на тот момент он не мог принимать гонки.

## Конфигурации

### Овал
Данная конфигурация представляет собой овал в виде формы скрепки с двумя прямыми 650 м и поворотами с радиусом 118 м. Используется в NASCAR PEAK Mexico Series.

### Дорожная трасса
Внутри овала есть несколько различных конфигураций. В гонках WTCC использовалась конфигурация длиной 3,363 км с 18 поворотами. В гонках Формулы-E использовалась иная конфигурация длиной 2,93 км с 15 поворотами. Помимо этого для активации режима атаки гонщикам необходимо было проходить дополнительную секцию трассы.

## Галерея

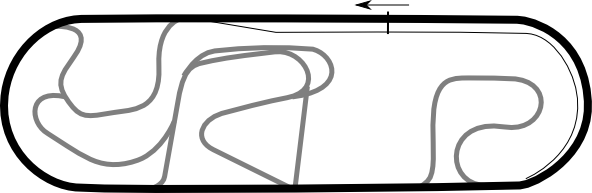
Овальная конфигурация
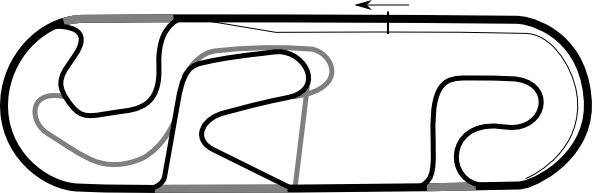
Конфигурация, использовавшаяся в гонках WTCC
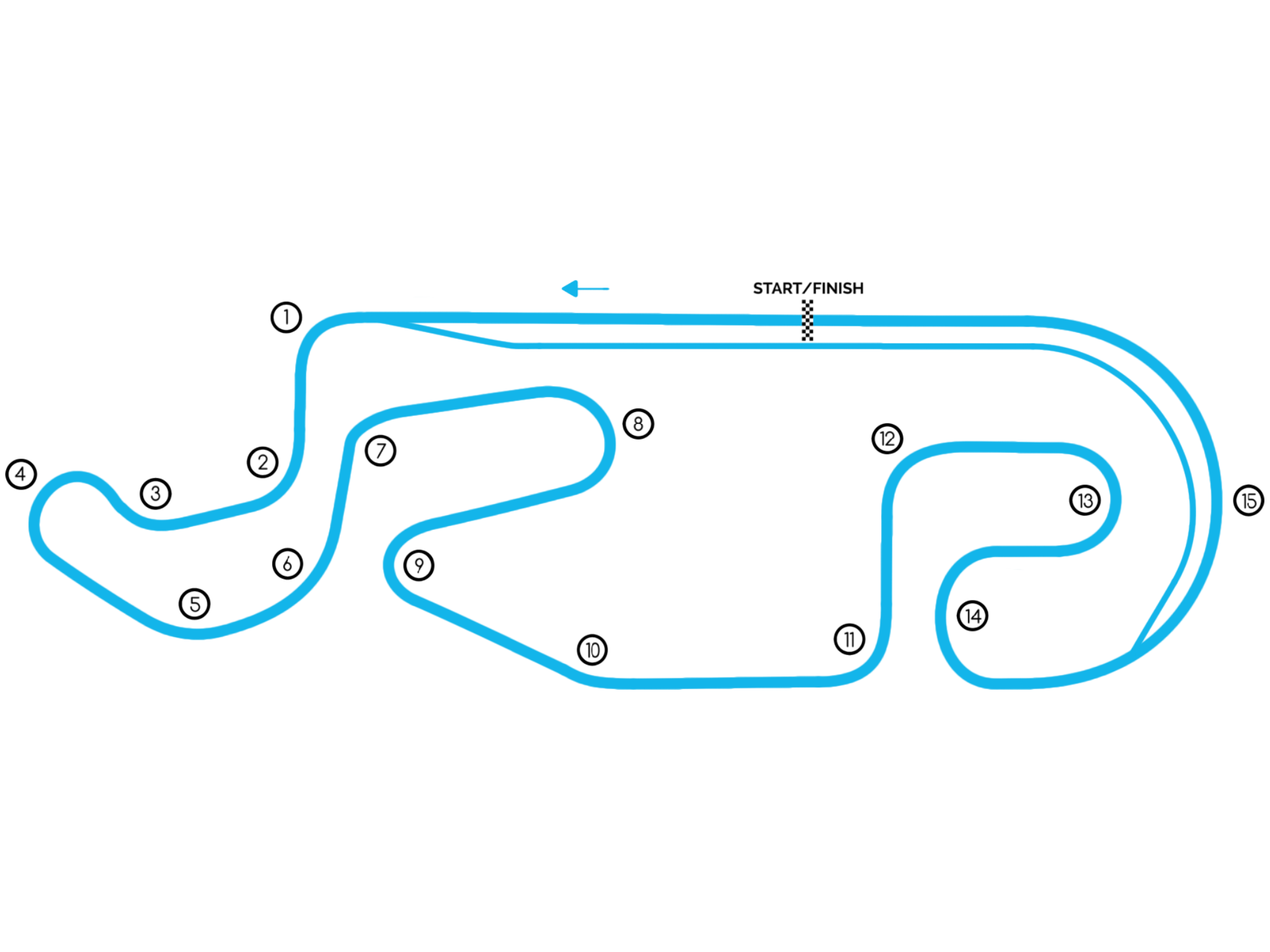
Конфигурация, использовавшаяся в Формулы-E